# Seifrit
Seifrit ist der Verfasser eines mittelhochdeutschen Alexanderromans, den er am Martinstag (11. November) 1352 abschloss.

## Handschriften
Seifrits Alexanderroman ist in 17 mittelalterlichen Handschriften überliefert, darunter:
- Universitätsbibliothek Heidelberg, Codex Palatinus Germanicus 347 (Digitalisat)
- Badische Landesbibliothek, Cod. Donaueschingen A III 35 (Digitalisat)
- Fondation Martin Bodmer, Cologny, Cod. Bodmer 151 (Digitalisat)
- Universitätsbibliothek Straßburg, ms. 2325 (früher L germ. 350.8°)

## Ausgaben
- Paul Gereke (Hrsg.): Seifrits Alexander. Aus der Straßburger Handschrift. (Deutsche Texte des Mittelalters; 36). Berlin 1932 (Nachdruck Hildesheim 2005, ISBN 3-615-00315-2)
- Richard Bryson Blair (Hrsg.): An Edition of the University of Pennsylvania Ms. of Seifrit's „Alexanderlied“. 1979.